# Kolonizace Afriky

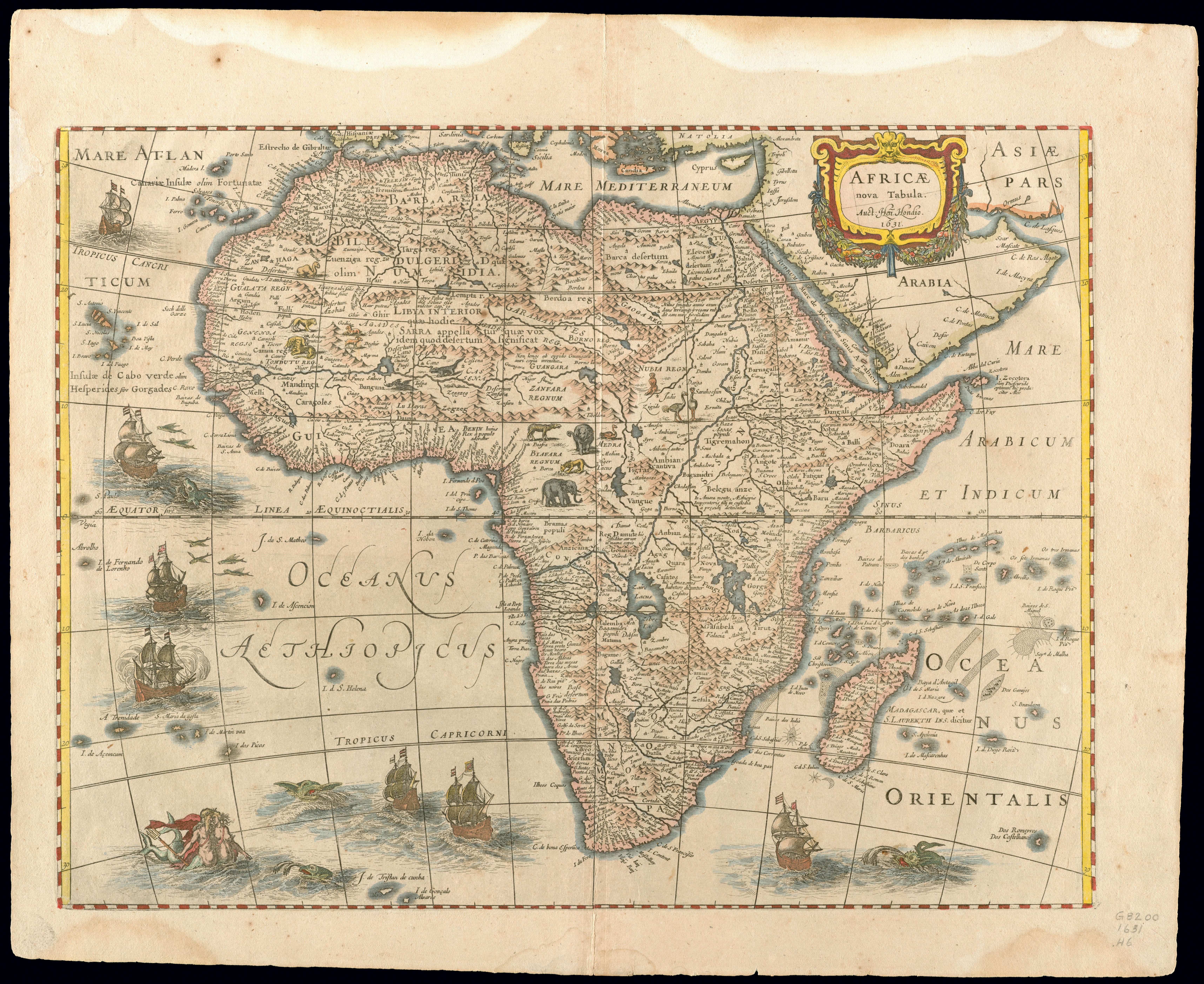
Mapa Afriky z roku 1631

Kolonizace Afriky má dlouhou historii. Národy z jiných světadílů byla Afrika kolonizována již od dob starověku, za nejvýznamnější epizodu je ale považováno západní osidlování v 19. a 20. století, kdy byla alespoň jednou kolonizována každá píď africké půdy. Tato kolonizace Afriky má kořeny v 16. století, kdy Portugalci začali zakládat opěrné body na pobřeží pro zabezpečení cesty do Indie; ve vnitrozemí tehdy existovaly silné domorodé říše. Takzvaný "zápas" či "závod o Afriku", období vůbec nejintenzivnější kolonizace, nesoucí se v duchu soupeření jednotlivých mocností, byl odstartován v osmdesátých letech 19. století. Začátek konce moderní africké kolonizace (tedy dekolonizace) nastal v padesátých letech 20. století a dovršen byl v letech sedmdesátých, kdy již na většině afrického území drželi moc zase původní obyvatelé.

## Starověká kolonizace
Již ve starověku byla severní Afrika osidlována evropskými a západoasijskými národy, konkrétně starými Řeky a Féničany.
Féničané zakládali kolonie ještě před začátkem 1. tisíciletí př. n. l. – například Utika na území dnešního Tuniska je datována asi do roku 1100 př. n. l. Někdy v 9. století př. n. l. založili Féničané vůbec nejdůležitější ze svých četných afrických kolonií – Kartágo (v překladu Nové město), které se ve 4. století př. n. l. stalo dominantní silou západního Středomoří a samo začalo vysílat expedice a zakládat kolonie podél severoafrického a atlantského pobřeží; na tom se významným způsobem podílel kartaginský mořeplavec Hannón, datovaný zhruba do roku 425 př. n. l.
Dle Hérodota měli dokonce Féničané z pověření faraona Neka II. kolem roku 600 př. n. l. obeplout z Rudého moře celou Afriku a vrátit se Středozemním mořem. Tato zpráva není sice archeologicky potvrzena, je však známo, že se (plujíce ze Středomoří na západ) dostali až na Azory a později do Guinejského zálivu
Zřejmě v 7. století př. n. l. byla v ústí Nilu v Egyptě založena řecká osada Naukratis; za dob faraona Ahmose II. (570 – 526 př. n. l.) se pak toto sídlo stalo nejdůležitějším střediskem řecko-egyptského obchodu. Zhruba v oné době kolonizovali Řekové také Kyrenaiku. V roce 513 př. n. l. se také pokusili založit kolonii na území mezi Kyrenaikou a Kartágem, odtud však byli odporem původního obyvatelstva i Kartáginců po dvou letech vypuzeni.
Alexandr Makedonský (356 – 323 př. n. l.) založil během svého egyptského tažení přístav Alexandrii, jenž později zastával roli jednoho z nejdůležitějších měst helénistického i římského světa.
Zmiňované Kartágo se pro svou moc dostalo ve 4. století př. n. l. do sporu se vzrůstající římskou republikou. Po třetí punské válce (150 – 146 př. n. l.) Římané nadobro zvítězili a Kartágo zcela zničili – na jeho místě pak založili vlastní kolonii Afriku.
V 5. století n. l. dobyl římskou Afriku barbarský národ Vandalů a ustanovil na ní vlastní království, jež se však brzy navrátilo do římských rukou, respektive pod nadvládu Byzantinců.
V 7. století se ale celé severoafrické oblasti zmocnili Arabové a přinesli do ní arabský jazyk a islám. (Viz článek islámská expanze.)
Ještě před arabským dobytím Maghrebu byl cizorodou kulturou kolonizován ostrov Madagaskar; ten v rámci svých mohutných expanzí osídlili Malajci, pročež má tamní řeč kořeny právě v malajských jazycích.

## Středověk a raný novověk

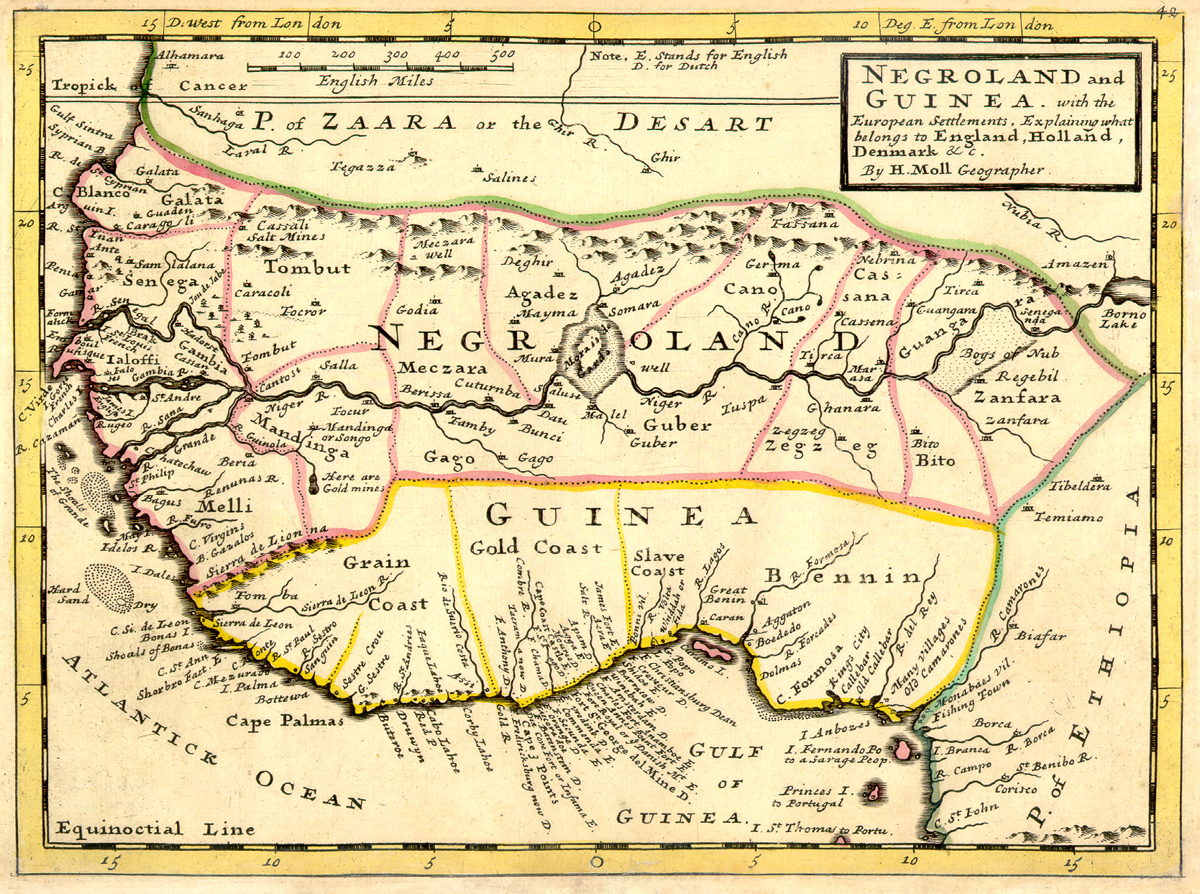
Mapa západní Afriky z roku 1736; Nigritie a Guinea s evropskými osadami. Vysvětluje, co náleží Anglii, Holandsku, Dánsku atd.

Již od 7. století severoafričtí Arabové čile obchodovali se subsaharskou Afrikou a díky tomu také postupně kolonizovali východ světadílu, například oblast Zanzibaru. Transsaharský obchod vedl ke vnziku arabských čtvrtí v mnoha západoafrických městech, ačkoliv ty nebývají přímo označovány za kolonie.
Arabský stát Maroko se pokoušel zmocnit se vojenskou cestou území Sahelu , avšak neúspěšně.
V 18. století kolonizovali východní Afriku také osadníci z Ománu; ovládali například části Tanzanie, Madagaskaru či Mosambiku a také Komorské ostrovy. Ománská zámořská říše však postupně přešla v područí evropských mocností. (Více o tom v článku o Ománu.)
První evropské expedice se zaměřovaly především na kolonizování dosud neobydlených ostrovů, jako byly Kapverdy či Svatý Tomáš, nebo zakládaly pobřežní pevnosti jakožto obchodní stanice. Takovéto pevnosti si často podmanily do své sféry vlivu dlouhé pruhy pobřeží, ovšem rozlehlé africké vnitrozemí nebylo – snad s výjimkou řeky Senegal – Evropanům příliš dobře známo ani jimi osídleno v podstatě až do pozdního 19. století.

## Závod o Afriku
[[Soubor:Colonial Africa 1913 map.svg|náhled|Území ovládaná evropskými mocnostmi na africkém kontinentě roku 1913, zobrazená společně s dnešními státními hranicemi.

Území ovládaná evropskými mocnostmi na africkém kontinentě roku 1913, zobrazená společně s dnešními státními hranicemi.
Belgická
Britská
Francouzská
Německá
Italská
Portugalská
Španělská
Legenda|#f6f6f6|Nezávislá (Libérie a Etiopie)

Evropské pronikání do afrických zemí, které pozvolně probíhalo po velkou část 19. století, se postupně změnilo v horečné úsilí o získání území. V posledních dvaceti letech 19. století pro sebe zabíraly mocné evropské mocnosti (Británie, Portugalsko a Francie) rozsáhlé oblasti Afriky i Asie, a stejně tak činily v menším měřítku i Itálie, Německo a Belgie. Tyto mocnosti si v posledních dvaceti letech 19. století celkem bez problémů rozdělily Afriku na mapě. Provedení tohoto rozdělení v terénu už nebylo tak bezproblémové.
Podle toho, jak se dobytí Afriky odehrálo, bylo zapotřebí malé množství vojska, které vyžadovalo jen velmi malou materiální podporu. Byly zde i výjimky: v případě Británie dobytí Súdánu koncem devadesátých let bylo s tímto srovnání drahé, stejně jako druhá búrská válka v Transvaalu na přelomu 19. a 20. století, které se zúčastnilo více než půl milionů britských vojáků. Pro dobytí území častěji byly zapotřebí jen malé armády, které tvořili převážně afričtí řadoví vojáci pod vedením evropských důstojníků. Hlavním důvodem úspěšného získávání území byl rozvoj vojenské techniky, zejména palných zbraní, na straně evropských koloniálních mocností. Mnoho afrických společností také disponovalo palnými zbraněmi a často i jejich velkým množstvím (např. státy na pobřeží západní Afriky a na Etiopské vysočině). Také státy ve vnitrozemí, např. Tanzanie a Uganda. Tyto zbraně však byly zastaralé i nebezpečné. Moderní zbraně se podařilo získat pouze Etiopii. Evropa prodávala Afričanům stále méně moderní zbraně a v posledních dvou desetiletích 19. století bylo uvaleno několik zákazů na export zbraní do Afriky. Při dobývání území důležitou roli sehrála také skutečnost, že Evropané měli profesionální armády, zatímco africké vojenské síly byly spíše domobranou a byly povolávány do služby jen v případě potřeby.
Mezi polovinou sedmdesátých let a počátkem let osmdesátých 19. století došlo ke sledu událostí, které způsobily, že africký kontinent se dostal pod nadvládu Evropanů. Britský vliv se upevňoval na Zlatém pobřeží a v deltě Nigeru, belgický král Leopold se začal aktivně zajímat o Konžskou pánev a Francouzi začali rozšiřovat svou kolonii v Senegalu.
Německý kancléř Bismarck nebyl přesvědčen o užitečnosti kolonií v Africe, ale nelíbilo se mu, že by Británie a Francie získaly více, než považoval za jejich spravedlivý podíl. Počátkem osmdesátých let 19. století využil sporu mezi Francií a Británií a vyhlásil protektorát nad Togem, Kamerunem a jihozápadní Afrikou. Spor rozvířily události v severní Africe. Roku 1881 Francie vyhlásila protektorát nad těžce zadluženým Tuniskem. Na zadlužený Egypt dohlížely Anglie a Francie, což vyvolávalo mezi oběma zeměmi nevraživost. Oficiálním požehnáním tohoto „nového imperialismu“ se stala Bismarckem uspořádaná Berlínská konference roku 1885. Ta uznala Leopoldovy nároky na zřízení Konžského svobodného státu, uznala také francouzská práva v rovníkové Africe. Delegáti souhlasili s britským postavením na dolním Nigeru a s francouzskou sférou vlivu v horní části téže řeky. Vyhověla britským snahám o získání území Nigérie. Den po konferenci vyhlásil Bismarck protektorát nad pevninským územím Zanzibaru. Území dnešní Keni připadlo Británii a pevninská část Tanzanie Německu. Británie získala volnost jednání v Ugandě a ovládla jižní Nigérii. Francouzi zabrali po měsíci úporného odporu hlavní državy Dahome a Pobřeží slonoviny. Francie se zajímala hlavně o horní povodí Nigeru. Získané území se stalo součástí Francouzské západní Afriky. Další společenství, které Francie v Africe vytvořila, se nazývalo Francouzská rovníková Afrika. Francouzské záměry zvýšily aktivitu Británie, která v roce 1898 ovládla Súdán. Když o pár let později přestala Francie kritizovat britskou politiku v Egyptě, dostala volnou ruku v Maroku. Postupná expanze jednotlivých evropských zemí se postupně změnila v konkurenční boj, který se přesunoval do jižní Afriky. Bismarck zde vytvořil Německou jihozápadní Afriku. Území na východě Afriky, které náleželo Německu, se nazývalo Německá východní Afrika. Británie obsadila Severní Rhodesii (nynější Zambie) a Ňasko (nynější Malawi). Na začátku 20. století dosáhlo britské impérium v Africe největšího rozsahu. Británie uznala hranice držav Portugalska a Angole a Mosambiku. Do první světové války si evropské mocnosti rozdělily celý africký kontinent, kromě Libérie a Etiopie.
Primárními cíli evropského kolonialismu v Africe bylo získání surovin a trhů pro své zboží. Zpočátku se o jejich dosažení snažily soukromé společnosti. Brzy se však ukázalo, že soukromé společnosti jsou náchylné ke zneužívání, protože sledovaly především vlastní zisk. Tyto společnosti zaměstnávaly armády vysídlenců a jejich postup byl brutální. Často ničily vesnice, které nechtěly spolupracovat, a popravovaly jejich obyvatele. Nejbrutálnějšímu vykořisťování bylo v období raného kolonialismu vystaveno Belgické Kongo krále Leopolda II. (Zair). Poměry v Kongu byly považovány za ostudné a Leopold byl nucen předat odpovědnost belgické vládě, která ukončila ty nejhorší praktiky. Hlavním objektem zájmu zde byl na počátku 20. století kaučuk získaný z divoce rostoucích stromů, po kterém byla poptávka od automobilového průmyslu v Evropě a Severní Americe.
I na ostatních místech afrického kontinentu docházelo k podobnému drancování a nucené práci. Zejména na Pobřeží slonoviny, v Kamerunu a Mosambiku. Alespoň v prvních letech koloniální správy byli afričtí zemědělci pobízeni v Britské a Francouzské západní Africe, aby produkovali tržní plodiny na export. V Senegalu vzrostla produkce burských oříšků. Jedním z velkých úspěchů místních zemědělců bylo Zlaté pobřeží, kde bylo hlavní plodinou kakao. V mnoha oblastech západní Afriky přispělo ke zlepšení exportu tržních plodin vytvoření dopravní sítě, železniční i silniční. Až do konce 19. století nebylo zemědělství téměř rozvinuto z hlediska exportu do vzdálených zemí. Výjimkou byl například Zanzibar, velký exportér hřebíčku a dalšího koření. Vybudování železnice britským koloniálním státem koncem 19. století umožnilo ekonomicky efektivní pěstování tržních plodin v oblasti kolem Viktoriina jezera. Během pár let se Buganda stala hlavním producentem bavlny. Také v Egyptě, kde Britové koncem 19. století přebudovali rozsáhlý zavlažovací systém, převažovala bavlna, stejně jako v Súdánu.
Historii moderní jižní Afriky určuje "revoluce nerostů", která začala objevením velkých nalezišť diamantů na sever od Kapské kolonie v letech 1869. Rovnováha sil mezi Afričany a Evropany, která byla dosažena v polovině 19. století, byla tímto otřesena, protože Britové se rozhodli vytvořit Jihoafrickou federaci, která by svou prosperitu zajišťovala výnosy z diamantových nalezišť. Součástí tohoto plánu bylo i zničení okolních afrických království a vyloučení všech evropských rivalů. V osmdesátých letech 19. století měly již železniční sítě Egypt, Alžírsko a Kapská kolonie. Železnice umožňovala proniknutí hluboko do vnitrozemí a zajistila ve velkém měřítku těžit hospodářské bohatství, nerosty. Umožnila nový rozvoj těžby zlata v Jižní Rhodesii a v Ašantsku. Objevy diamantů přispěly k oživení jihozápadní Afriky a Angoly. Tunisko se stalo hlavním dodavatelem fosfátů do Evropy. Za první světové války podnítila železnice rozvoj produkce cínu ve střední Nigérii. Významným krokem bylo zahájení produkce mědi v Shabě roku 1911. 
V období ohraničeném prusko-francouzskou a první světovou válkou nabyly evropské mocnosti na africkém kontinentě 23 000 000 km² – tedy plochu odpovídající pětině celkové zemské pevniny – nových zámořských území. Vincent Khapoya poukazuje na hluboce prožívané pocity hrdosti některých evropských národů, jež se v závodě o Afriku zmocnily území několikanásobně většího než jejich domovské země. Khapoya také zmiňuje velké zásluhy Afričanů v pozdějších bojích mezi samotnými evropskými mocnostmi; uvádí, že v první světové válce bojoval na straně Spojenců celý milión vojáků afrického původu, ve druhé světové válce to pak byly celé dva milióny. Khapoya také uvažuje o způsobech nadvlády a správy, jakých jednotlivé mocnosti používaly. „Francouzi, Portugalci, Němci a Belgičané uplatňovali vysoce centralizovaný způsob řízení, takzvanou 'přímou vládu'.“ Britové se naproti tomu snažili vládnout skrze lokální prostředníky, kteří byli vybízeni či přímo nuceni spravovat přidělená území ku prospěchu britského impéria. To byla vláda 'nepřímá'.
Ozbrojený odpor proti Evropanům trval na celém africkém kontinentu více než jednu generaci: mezi osmdesátými léty 19. století a první světovou válkou a v některých oblastech i déle. S největším odporem se setkali Němci na jihovýchodním území Afriky. Povstání zde začalo v červnu 1905 a rychle se rozšířilo na velké území. Povstání bylo na začátku roku 1907 poraženo díky nejednotnosti a taktice spálené země. Tisíce Afričanů byly zabity a desetitisíce zahynuly následkem hladomoru. V Angole však trval ozbrojený odpor až do počátku první světové války a Somálci v rámci Dervišského státu vzdorovali až do dvacátých let 20. století. Libye zaměstnávala italská koloniální vojska až do třicátých let 20. století. Maroko se dostalo pod nadvládu Evropanů až v roce 1912, kdy po období intenzivního soupeření Španělé zabrali severní oblast a Francouzi zbytek. Afričané byli dříve dlouho závislí na otroctví, které se všechny koloniální režimy zavázaly odstranit. V praxi k tomu však přistupovaly opatrně.